# 胡鯨
胡鯨（1497年—？），字魚伯，號英溪，河南汝寧府汝陽縣人，明朝政治人物。

## 生平
治《易經》，由國子生中式嘉靖七年（1528年）戊子科河南鄉試第四十九名舉人，嘉靖十一年（1532年）壬辰科第三甲第二十四名進士。觀兵部政，授松江府推官，復除處州府，陞吏部主事，歷員外郎、郎中，止。

## 家族
行一，曾祖胡以誠，贈翰林院檢討；祖胡山，印喜進階長丈正五品舉議大夫；父胡永芳，知縣；嫡母李氏；生母景氏。慈侍下。妻李氏。弟鯤。子曰濁；曰淺。